# Todd Worrell
Todd Roland Worrell (Arcadia, California, 28 de septiembre de 1959), más conocido como Todd Worrell, es un exjugador profesional estadounidense de béisbol que se desempeñó en la posición de lanzador en las Grandes Ligas de Béisbol (MLB). Logró obtener el premio Novato del Año.

## Carrera
Worrell jugó como profesional siete temporadas en St. Louis Cardinals (1985-1990, 1992), después pasó a Los Angeles Dodgers, donde jugó cinco temporadas (1993-1997), y fue el equipo en el que se retiró.

## Premios
En 1986, fue galardonado con el premio Novato del Año.